# فلیپن (جورجیا)
فلیپن (به انگلیسی: Flippen) یک منطقهٔ مسکونی در ایالات متحده آمریکا است که در شهرستان هنری، جورجیا واقع شده‌است.